# میه‌راس
میه‌راس (به اسپانیایی: Mieras) یک منطقهٔ مسکونی در اسپانیا است که در گاروتاکسا واقع شده‌است. میئرس ۲۶٫۳ کیلومتر مربع مساحت دارد.